# Welding Procedure Specification
Una Welding Procedure Specification (specifica di procedimento di saldatura) o WPS è una specifica tecnica che definisce le modalità per l'esecuzione di una saldatura, in funzione di varie condizioni operative (materiali da saldare, dimensioni e forma dei pezzi, posizione del giunto, tecnica di saldatura, ecc.); è certificabile, e come tale rientra nelle caratteristiche di cui un'azienda che voglia operare "in qualità" deve dotarsi per rendere visibile ai clienti le proprie procedure.